# 6月21日 (旧暦)
旧暦6月21日は旧暦6月の21日目である。六曜は友引である。

## できごと
- 天平18年（ユリウス暦746年7月14日） - 大伴家持が越中国司に任命される
- 天平勝宝8歳（ユリウス暦756年7月22日） - 聖武天皇の遺品が東大寺蘆舎那仏に献納。後にこれを収納する為の正倉院を建立
- 寛永12年（グレゴリオ暦1635年8月3日） - 江戸幕府が武家諸法度を改訂。毎年4月の外様大名の参勤交代を義務化

## 誕生日
- 元文3年（グレゴリオ暦1738年8月6日） - 林子平、経世家（+ 1793年）
- 天保7年（グレゴリオ暦：1836年8月3日） - 磯部百鱗、画家（+ 1906年） [1]
- 安政3年（グレゴリオ暦1856年7月22日） - 浅井忠、画家（+ 1907年）
- 慶応4年（グレゴリオ暦1868年8月9日） - 宇垣一成、陸軍軍人・政治家（+ 1956年）

## 忌日
- 文治元年（ユリウス暦1185年7月19日） - 平宗盛、武将・平清盛の子（* 1147年）
- 寛政5年（グレゴリオ暦1793年7月28日） - 林子平、経世家（* 1738年）
- 明治5年（グレゴリオ暦1872年7月26日） - 山内豊信（容堂）、14代土佐藩主（* 1827年）